# Wojcieszyn (województwo dolnośląskie)

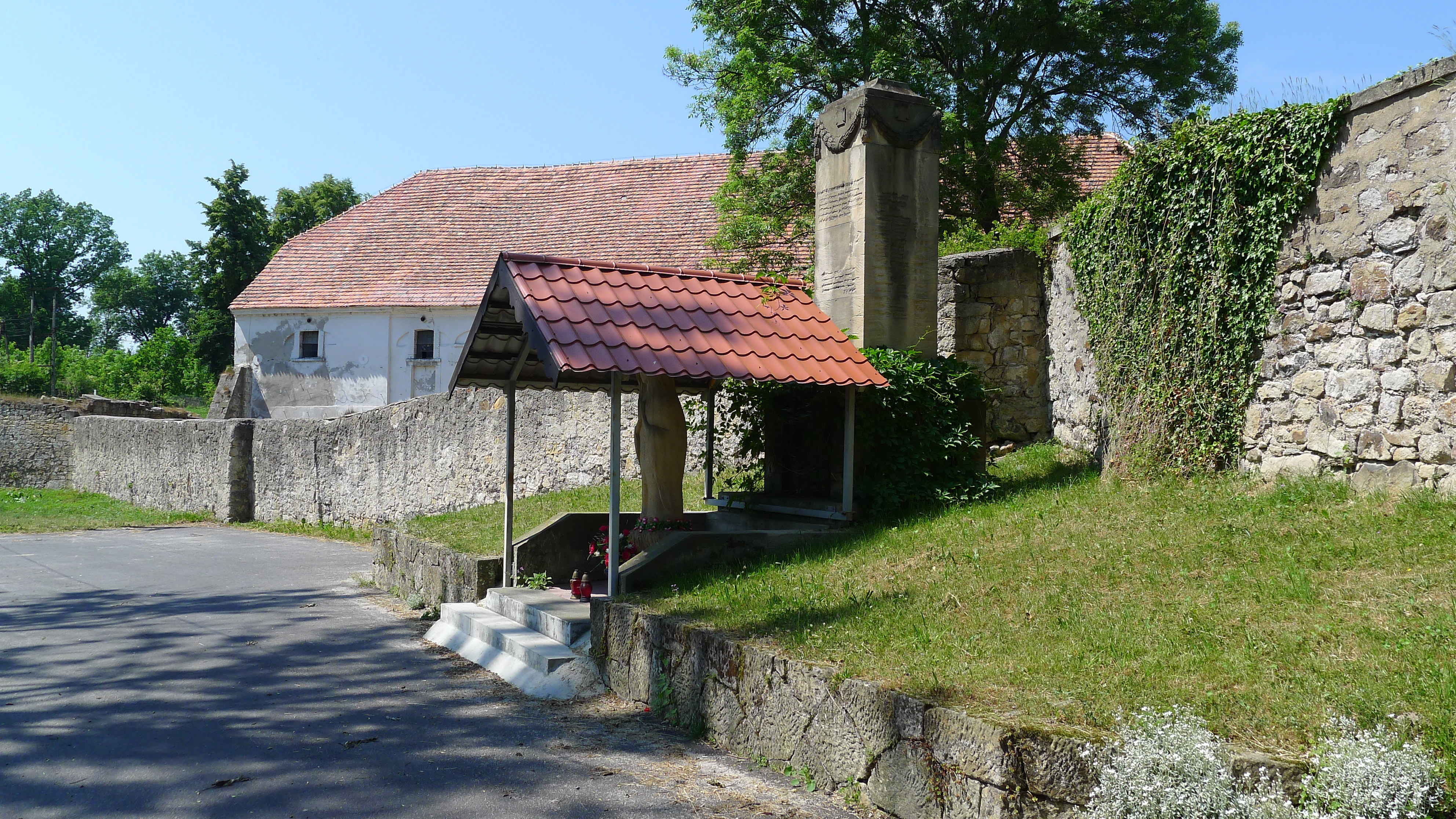
Pomnik żołnierzy poległych w I wojnie światowej i kapliczka w Wojcieszynie

Wojcieszyn – wieś w Polsce położona w województwie dolnośląskim, w powiecie złotoryjskim, w gminie Pielgrzymka, na Pogórzu Kaczawskim w Sudetach. Przez wieś przepływa rzeka Skora.

## Podział administracyjny
W latach 1975–1998 miejscowość należała administracyjnie do województwa legnickiego.

## Nazwa
W zapisach historycznych wieś pojawiła się w roku 1268 jako villa Alberti, nazwa sugeruje więc, iż założycielem był Albert (Wojciech), być może rycerz św. Jadwigi. W roku 1333 używano nazwy Alberti villa, w roku 1414 Albrechtsdorf, a od 1441 roku Olbrechtsdorf. Nazwa Ulbersdorf pojawiła się w roku 1726 i była używana aż do zakończenia II wojny światowej. W roku 1945 miejscowość nazwano Olbrachtowem; a od roku 1946 używana jest nazwa Wojcieszyn.

## Historia
Pierwsze wzmianki o wsi pochodzą z roku 1268, niektóre źródła podają nawet datę wcześniejszą – 1245 rok. W XIII w. prawdopodobnie istniał już we wsi kościół, choć po raz pierwszy w dokumentach wzmiankowany jest dopiero w roku 1335. W latach 1645–1732 właścicielami miejscowości był ród von Mauschwitz. Wojcieszyn był wówczas dużą wsią składającą się z czterech posiadłości. W 1771 r. właścicielem wsi został starosta powiatu głogowskiego, baron George Oswald von Czettritz und Neuhaus. 

## Zabytki
Do wojewódzkiego rejestru zabytków wpisane są:
- kościół filialny pw. św. Szczepana, wzmiankowany jako romański, z pierwszej połowy XIII w., spłonął w pierwszej ćwierci XVII w., odbudowany w 1669 r., koniec XIX w. Dokumenty wymieniają tutejszy kościół dopiero począwszy od 1335 r.; w 1696 r. był odnawiany po zniszczeniu przez pożar. We wnętrzu zachowały się w dobrym stanie dwupoziomowe empory z czasów, gdy świątynia należała do protestantów (XVII/XVIII w.). Na ich parapetach znajdują się malowane sceny staro- i nowotestamentowe, zestawione według analogii. Ołtarz główny i prospekt organowy pochodzą z XVIII w.[4]
- cmentarz przykościelny
- plebania, obecnie szkoła, z XV w.
- dwór z końca XVIII w., XIX w.
  - obora

## Turystyka
W 2015 roku w ramach akcji „Wioski z Pomysłem” ustawiono we wsi miniaturowe wiatraki oraz 12 tematycznych tablic informacyjnych w ramach dwóch ścieżek turystycznych „Don Kichot i przyjaciele” oraz „Walki i przygody Don Kichota”. Motywami zaczerpniętymi z Don Kichota został pomalowany również przystanek autobusowy znajdujący się niedaleko Kościoła p.w. św. Szczepana.

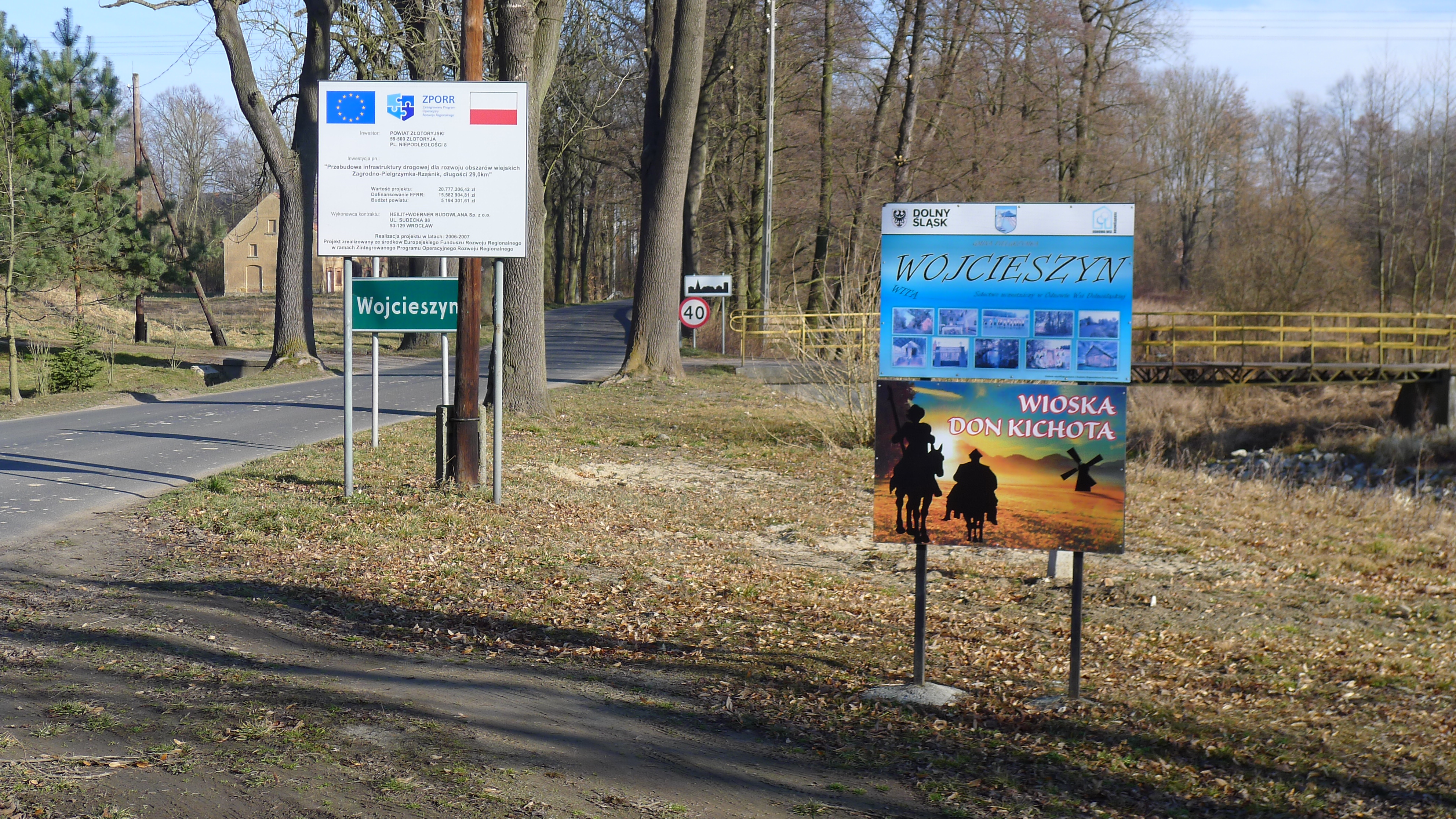
Tablice informacyjne przy wjeździe do wsi
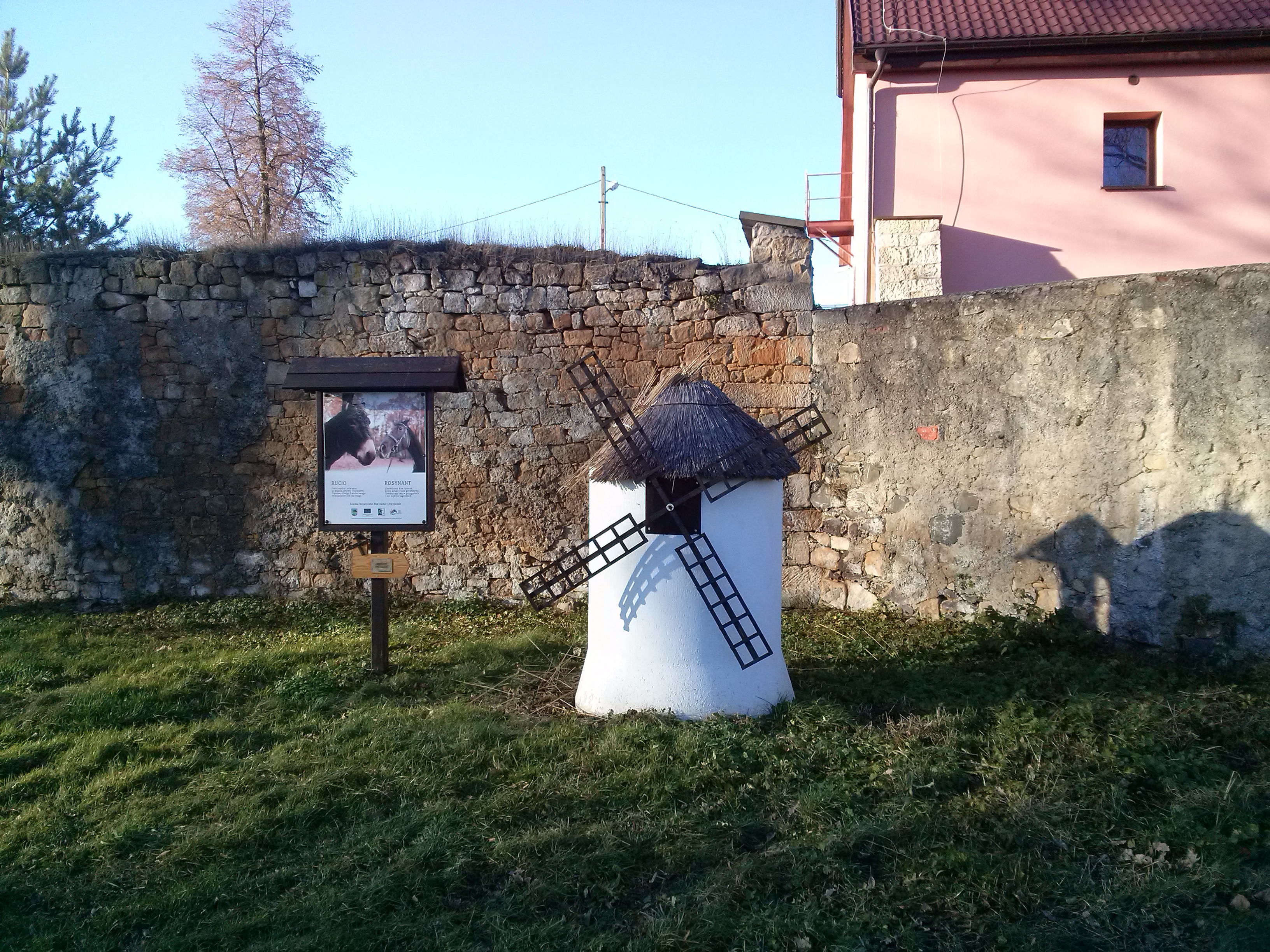
Jeden z wiatraków wraz z tablicą informacyjną
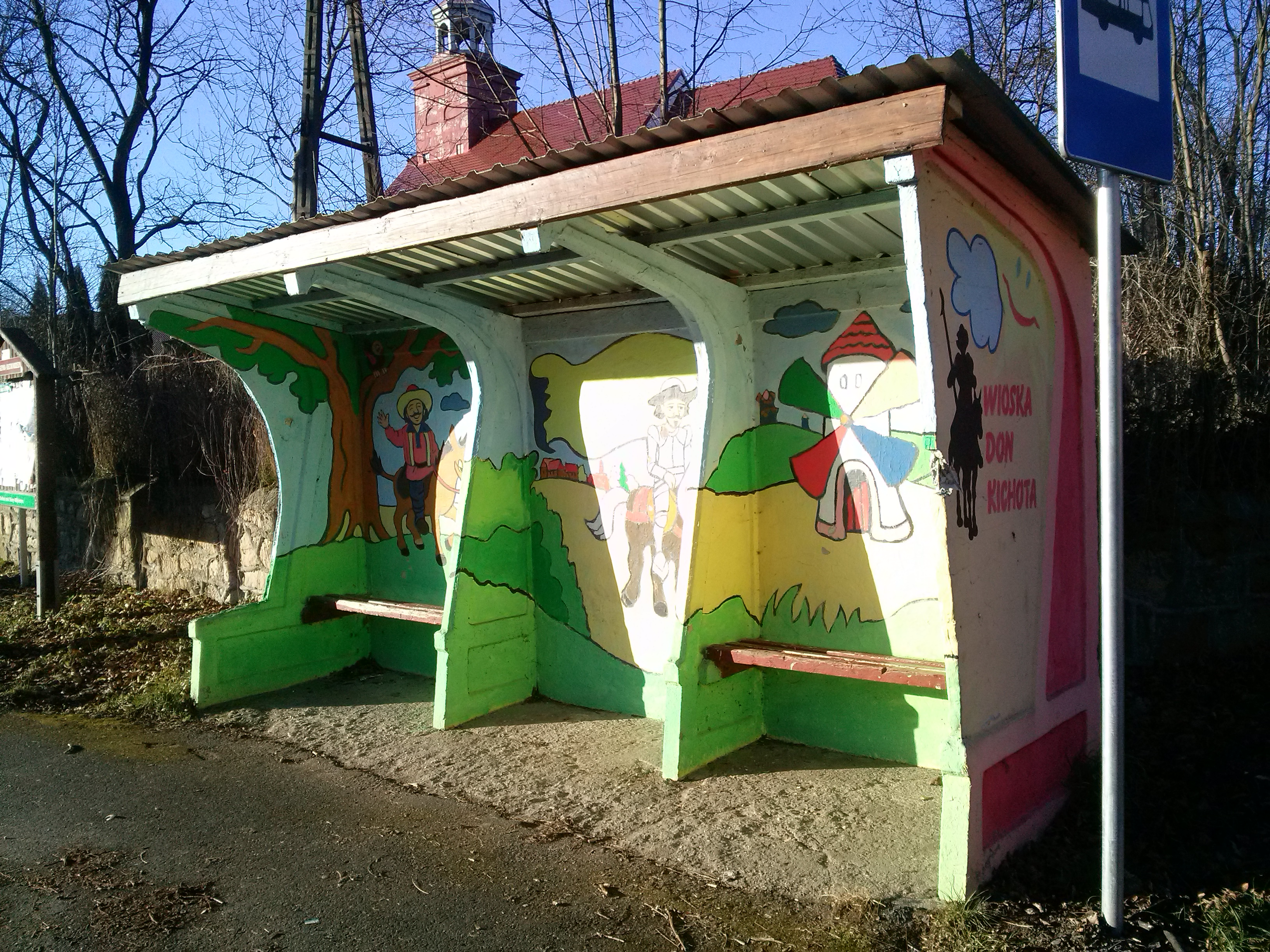
Przystanek autobusowy w Wojcieszynie